# تكوين ساث الحديد
تكوين سطح الحديد هو تكوين جيولوجي في مصر يتميز بطبقة حجر جيري نوميوليتي تحتوي على نوميوليتات كبيرة وصغيرة. أدخل هذا التكوين في الطباقية لمنطقة جنوب الفيوم بواسطة إسكندر عام 1943، وهو تكوين مهم يعود إلى العصر الإيوسيني الأوسط البارتوني.

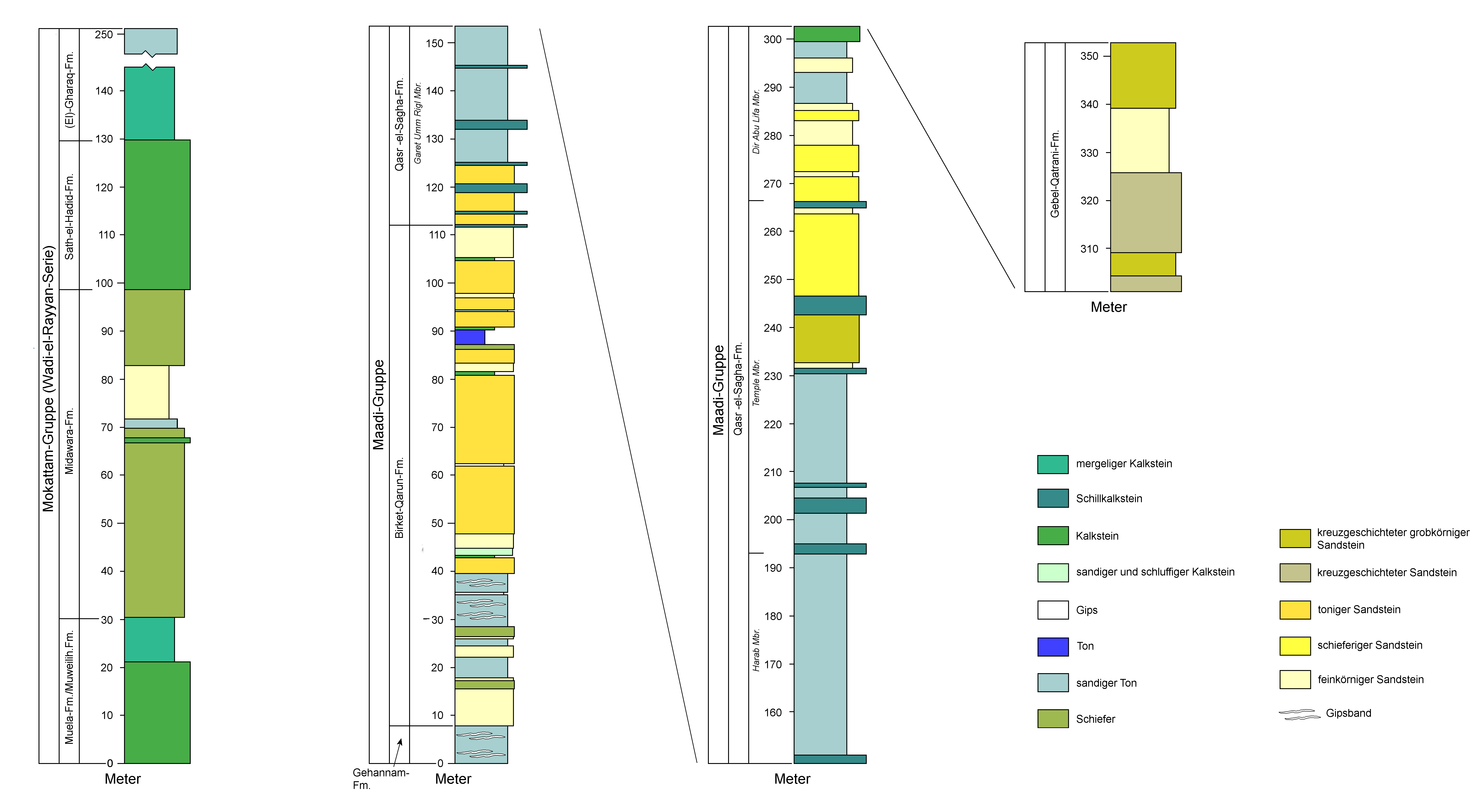
مقطع جيولوجي في وادي الحيتان يوضح موقع التكوين.

## الطباقية والتركيب
يبلغ سمك تكوين سطح الحديد حوالي 25 مترًا ويعلو تكوين المدورة. وهو بارز في منطقة وادي الريان، حيث يُكَوّن القمة للعديد من الهضاب المسطحة (الميسا). يتميز قاعدة التكوين بحد فاصل بين الحجر الجيري الأبيض الثلجي لتكوين سطح الحديد والحجر الجيري الرملي البني لتكوين المدورة. أما الحد العلوي مع تكوين الغراغ فيُحدد بظهور الصخور الطينية البنية والبنية الفاتحة فوق الحجر الجيري النوميوليتي.
تشمل السمات المميزة لتكوين سطح الحديد تكوّن عقيدات صوانية ثانوية في القمة وانتقال تدريجي عند الحد السفلي في المقطع النموذجي (مقطع جبل سطح الحديد). يتميز هذا الانتقال التدريجي بالحجر الجيري الطفلي البريوزوي القاعدي لتكوين سطح الحديد والحجر الجيري الرملي الأصفر الغلوكونيتي العلوي لتكوين المدورة، مع عدم وجود دليل على سطح عدم توافق أو توقف في الترسيب.

## العمر والمحتوى الأحفوري
بناءً على الموقع الطباقي والمنطقة الحيوية المحددة E13 Morozovelloides crassatus، يُؤرَّخ تكوين سطح الحديد إلى العصر الإيوسيني الأوسط (البارتوني). يشتهر هذا التكوين باكتشاف النموذج الأصلي لحوت الباسيلوسوريد Tutcetus wadii، وهو أصغر حوت باسيلوسوريد يُعثر عليه على الإطلاق. وُجدت هذه الأحفورة داخل كتلة حجر جيري متصلب قرب البحيرة العليا في منطقة وادي الريان، على بعد حوالي 40 كم شمال شرق موقع وادي الحيتان للتراث العالمي، على ارتفاع عدة أمتار فوق تكوين المدورة.
يتميز الحجر الجيري النوميوليتي في تكوين سطح الحديد بوجود نوميوليتات بأحجام متفاوتة وهو سائد عبر عدة هضاب مسطحة في منطقة وادي الريان. بالإضافة إلى Tutcetus، أسفر التكوين عن أحافير فقارية أخرى، تشمل خيلانيات (أبقار البحر) وأسماك سليخية (قرشية).